# Noszlop
Noszlop è un comune dell'Ungheria di 1.110 abitanti (dati 2001). È situato nella contea di Veszprém.